# Transport intercommunal de personnes dans le canton d'Esch-sur-Alzette
Pour les articles homonymes, voir TICE.
Le Transport intercommunal de personnes dans le canton d'Esch-sur-Alzette (TICE) est le réseau d'autobus du canton d'Esch-sur-Alzette, au sud du Luxembourg, organisé et exploité en régie directe par le syndicat intercommunal homonyme.
Créé en 1914 sous le nom de Syndicat des tramways intercommunaux du canton d'Esch-sur-Alzette pour exploiter un réseau de tramway, le Minettstram, qui ne verra le jour qu'en 1927 à cause de la première Guerre mondiale, il exploite à partir de 1948 un réseau d'autobus qui supplante définitivement le tramway en 1956.
Le syndicat et par extension le réseau prend son nom actuel en 2008.

## Histoire

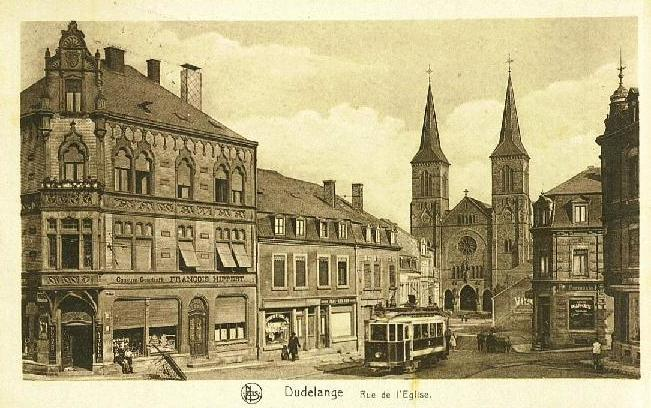
Le Minettstram à Dudelange. Année inconnue.

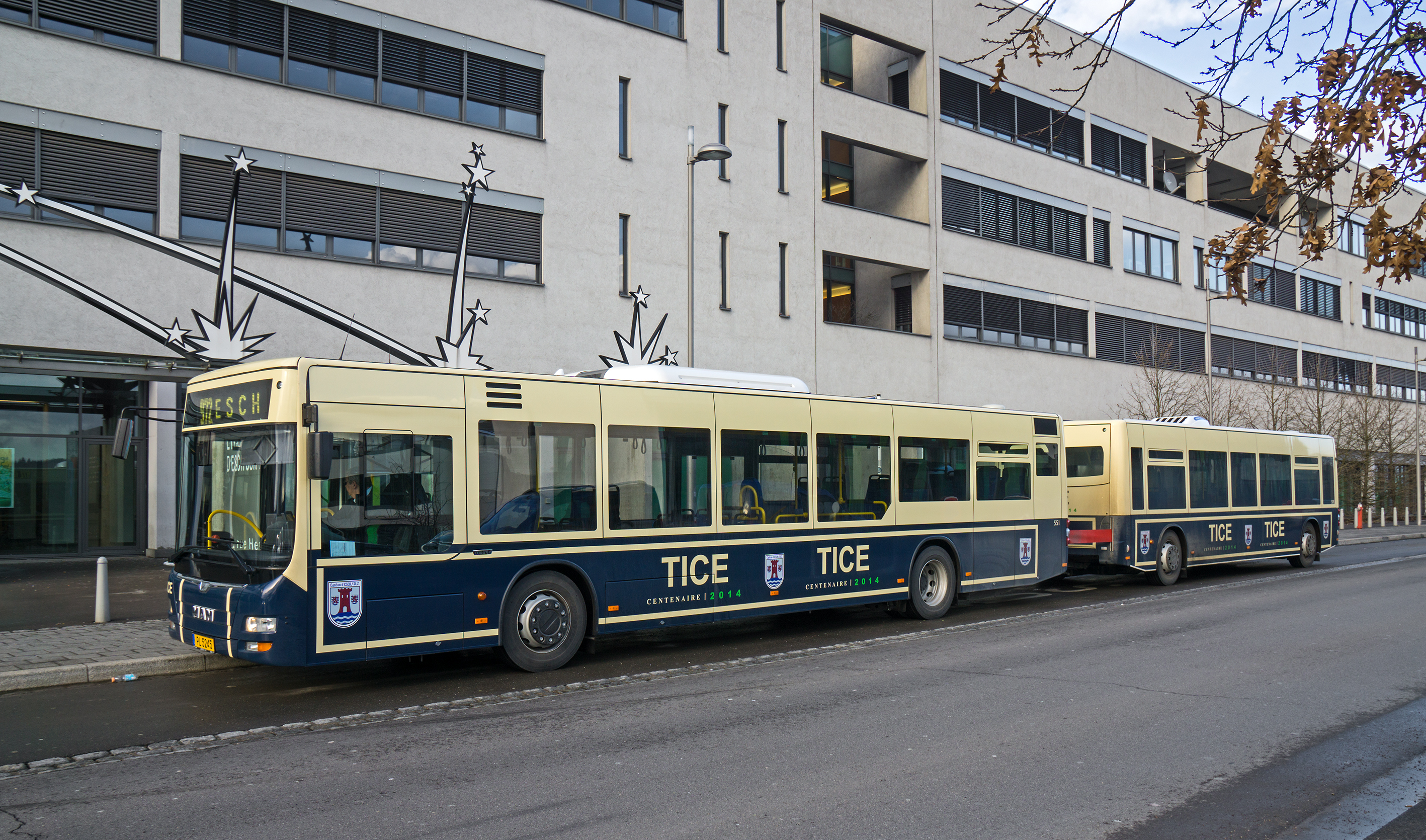
Un MAN Lion's City et sa remorque Göppel décorés pour les 100 ans du TICE en 2014.

En 1900, l'idée de créer un réseau de tramway dans les Terres Rouges est évoquée pour la première fois et est autorisé par le gouvernement en 1909. Le 23 octobre 1910 est créé le Syndicat pour la construction d'un tramway intercommunal dans le canton d'Esch-sur-Alzette provisoire.
Les statuts du futur TICE sont déposés en 1913.
Le Syndicat des tramways intercommunaux du canton d'Esch-sur-Alzette est créé par arrêté grand-ducal le 2 juin 1914 afin de permettre la création d'un réseau de tramways (le Minettstram) qui fonctionnera de 1927 à 1956. Son objectif était d'assurer le transport des ouvriers des communes du bassin sidérurgique des Terres Rouges, la première Guerre mondiale retarde le projet qui ne démarre véritablement qu'en 1923.
Le Minettstram fonctionnera jusqu'en 1956, où il est définitivement remplacé par un réseau d'autobus.
En 1979, le syndicat et l'État signent une convention permettant la coordination entre le TICE et le RGTR, tandis que l'État finance les deux réseaux de la même façon.
Le réseau a été restructuré en mai 1995 à la suite d'une étude menée à partir de 1990 par le professeur Heinrich Brändli, et se compose dès lors de huit lignes (5 lignes principales et 3 lignes secondaires) avec à la clé une hausse de l'offre de près de 30 %,. Brändli avait notamment critiqué l'absence d'image et de communication du TICE et le manque de cohérence avec le RGTR (39 lignes RGTR sur 56 au total desservaient la région).
En 1999, les trois lignes City-Bus de Dudelange voient le jour. En 2003, c'est au tour des deux lignes City-Bus d'Esch-sur-Alzette d'entrer en service.
En septembre 2008, le syndicat adopte de nouveaux statuts et un nouveau nom, abandonnant l'expression tramway intercommunal datant de sa création, et devenant le Syndicat pour le transport intercommunal de personnes dans le canton d’Esch-sur-Alzette. Au cours du mois, un projet de tramway nommé Sudtram est présenté par le ministre des transports Lucien Lux. Il consiste à créer une ligne longue de cinq à six kilomètres entre la gare d'Esch-sur-Alzette et la mairie de Belvaux, en passant par le quartier d'Esch-Belval. Le 20 octobre, mise en service de la ligne 17.
Le 15 janvier 2011, la ligne 12A est remplacée par un service de transport à la demande, le Flexibus, géré par la ville d'Esch-sur-Alzette.
En 2013, le réseau change d'identité visuelle, un an avant de fêter le centenaire du syndicat, abandonne le GNV au profit du biogaz et entame l'achat de 60 nouveaux bus jusqu'en 2017, dont la moitié fonctionnant au biogaz. D'un montant de 19,6 millions d'euros, cette opération permettra de réduire la moyenne d'âge de la flotte à 4,5 ans en 2017. Le 2 mai 2013, la ligne 15 entre Esch et Clemency voit le jour.
En 2014, tandis que le TICE fête son centenaire, le ministre des transports François Bausch annonce vouloir s'opposer au Sudtram, lui préférant un bus à haut niveau de service, prenant le Mettis circulant dans la ville de Metz (France) comme exemple.
La dernière réorganisation majeure du réseau remonte au 14 septembre 2015, notamment afin de s'adapter aux besoins croissant du quartier Esch-Belval (lignes 4 et 7), la réorganisation de la desserte de Dudelange (les anciennes lignes circulaires 8 à 10 ont été remplacées par de nouvelles lignes 8 et 9, diamétrales, et de certains services de la ligne 4) et à Esch-sur-Alzette (la ligne 11 est supprimée et reprise en grande partie par la ligne 17).
La ligne 10 à Dudelange est finalement recréée le 5 décembre 2016 pour remplacer les lignes 4a et 4b.
Dans le cadre du programme culturel européen Esch 2022, quatre autobus standard et six autobus articulés ont reçu une livrée artistique évoquant l'histoire de la région avec la couleur ocre dominante évoquant le minerai de fer et les briques des bâtiments industriels ; on y retrouve aussi un chariot de mine.
En juillet 2023, le ministère de la Mobilité décide de ne pas renouveler la convention qui régit le financement du syndicat jusqu'à fin 2024, composée en grande partie de fonds de l'État et pour partie des communes. Cette situation provoque des inquiétudes des salariés et des politiques, craignant des suppressions d'emploi voire celle du TICE. De son côté, le ministre des transports rappelle qu'une refonte de cette convention est nécessaire car se référant aux anciens contrats RGTR arrivés à échéance et en raison d'un règlement européen sur les services transfrontaliers.
Les dessertes du TICE pourraient évoluer à terme, avec dans certains cas des extensions de ligne ou des cessions au RGTR. L'objectif des différentes parties est de définir un « concept global » d'ici 2023 sur l'offre future du TICE.
En 2024, l'avenir du TICE reste flou : la convention de financement entre l'État et les communes du TICE s'achève le 31 décembre 2024 mais son renouvellement piétine tandis que le Citybus de Dudelange va perdre sa subvention de l'État. En février 2025, le Tageblatt annonce que le syndicat, dont le financement devient intenable pour ses communes membres sera repris par le ministère de la Mobilité — ce que ce dernier dément et rappelle que les négociations se poursuivent —, que les lignes 15 et 17 ainsi que l'ensemble des lignes scolaires deviendront des lignes RGTR au 1er janvier 2026 et que le service nocturne sera supprimé faute de fréquentation. De son côté, Dudelange a lancé un appel d'offres pour l'exploitation de ses lignes Citybus, faisant craindre aux syndicats une privatisation du réseau. En mars 2025, le Luxemburger Wort annonce que les lignes 8, 9 et 10 de Dudelange ainsi que la ligne 12 à Esch-sur-Alzette seront exploitées par des entreprises privées.
Le service nocturne est finalement supprimé le 13 juillet 2025.
Le 25 juillet 2025, les collèges des bourgmestre et échevins des communes membres ont voté pour la transformation du syndicat intercommunal en un « syndicat mixte État-communes » regroupant l'État et les neuf communes membres à l'horizon 2027, avec un financement de 700 millions d'euros sur dix ans par l'État et 150 millions par les communes ; sous réserve de l'approbation des conseils communaux le travail législatif préalable sera engagé en 2026,.

## Le réseau

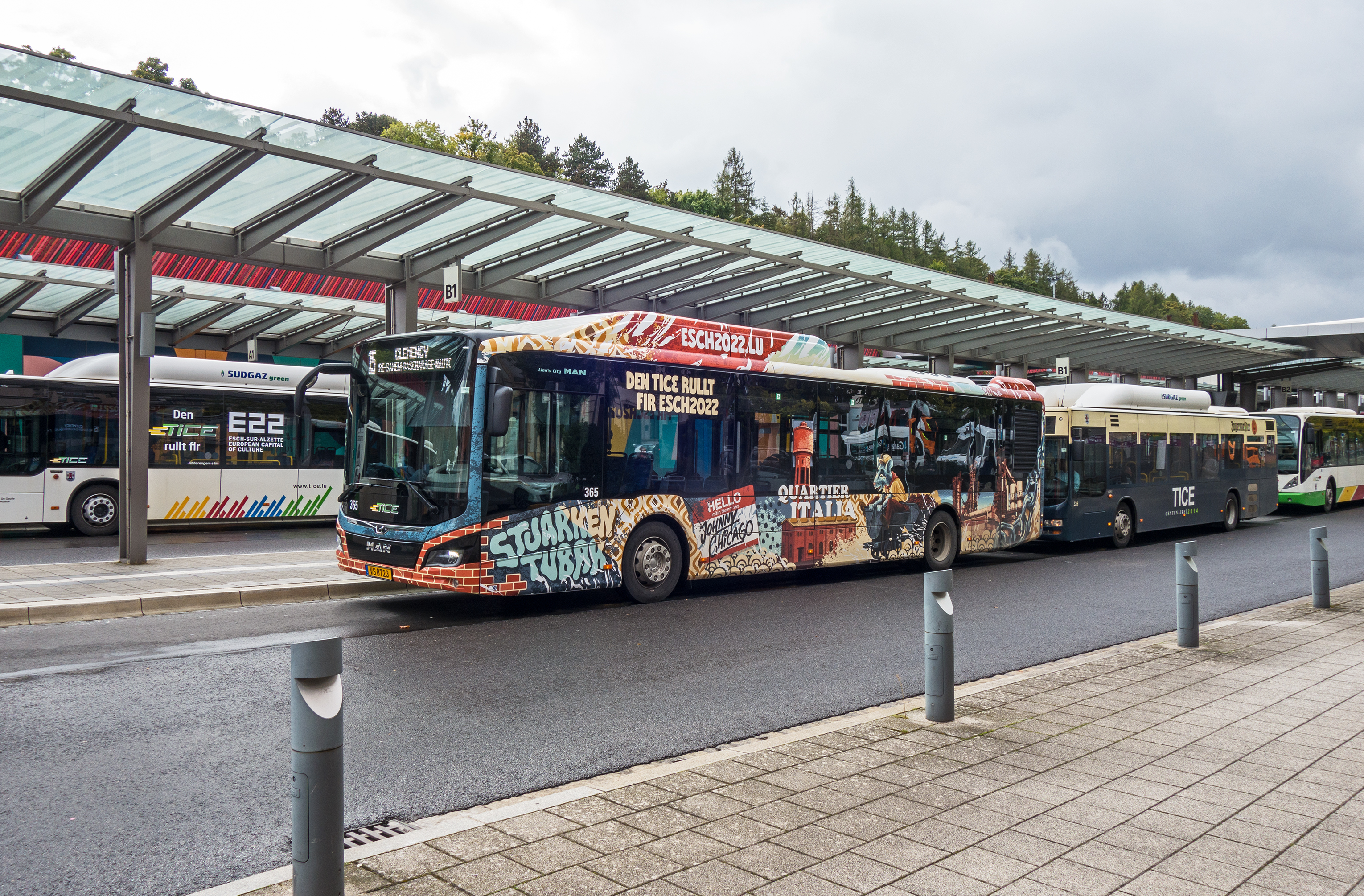
Le MAN Lion's City 12 G no 365 portant la livrée spéciale Esch 2022 suivi d'un autre MAN portant la livrée du centenaire du TICE en 2014.

### Le syndicat intercommunal
Le Syndicat pour le transport intercommunal de personnes dans le canton d'Esch-sur-Alzette regroupe neuf communes du bassin minier et pour la plupart situées dans le canton d'Esch-sur-Alzette, : Dudelange, Differdange, Esch-sur-Alzette, Käerjeng (dont Bascharage, initialement membre, par fusion), Kayl, Pétange, Rumelange, Sanem et Schifflange.
Depuis 2023, le TICE est présidé par Marco Lux pour six ans, il succède à Pierre Mellina (en) (2018-2023) et à Henri Hinterscheid (avant 2018),.
Ses statuts spéciaux font que ses lignes sont sous sa responsabilité exclusive, elles n'ont ainsi pas été intégrées aux appels d'offres lancés dans les années 2020 au niveau national pour l'exploitation des lignes scolaires à l'horizon 2024 alors que le TICE est pleinement intégré au réseau organisé par l'État.

### Lignes
Les lignes régulières sont numérotées de 1 à 17 (les indices 11 et 16 ne sont pas attribués) et fonctionnent tous les jours. Le réseau compte cinq lignes à caractère intra-communal : les lignes 7 et 12 forment le City-Bus d'Esch-sur-Alzette tandis que les lignes 8, 9 et 10 forment le City-Bus de Dudelange. À l'inverse, Differdange dispose de son propre réseau Diffbus, exploité par Sales-Lentz.

#### Lignes régulières
| No | Parcours                                                           | Matériel roulant |
| -- | ------------------------------------------------------------------ | ---------------- |
| 1  | Esch-sur-Alzette — Gare ↔ Lamadelaine — Op Gehren                  | —                |
| 2  | Esch-sur-Alzette — Gare ↔ Differdange — Schoul                     | —                |
| 3  | Esch-sur-Alzette — Gare ↔ Rodange — Schwemm                        | —                |
| 4  | Esch-sur-Alzette — Avenue du Rock'n'Roll ↔ Dudelange — Gemeng      | —                |
| 5  | Esch-sur-Alzette — Gare ↔ Dudelange — Gemeng                       | —                |
| 6  | Oberkorn — Aquasud ↔ Niederkorn — Maartplatz                       | —                |
| 7  | Esch-sur-Alzette — Gare ↔ Esch-sur-Alzette — Avenue du Rock'n'Roll | —                |
| 8  | Dudelange — Greisendall ↔ Dudelange — An der Soibelkaul            | —                |
| 9  | Dudelange — Skatepark P+R ↔ Dudelange — Biereng                    | —                |
| 10 | (Circulaire) Dudelange — Gemeng via le sud-est de la commune       | —                |
| 12 | Esch-sur-Alzette — Gare ↔ Esch-sur-Alzette — Place Pierre-Ponath   | —                |
| 13 | Esch-sur-Alzette — Gare ↔ Rodange — Rue Joseph-Moscardo            | —                |
| 14 | Differdange — Schoul ↔ Rodange — Rue Joseph-Moscardo               | —                |
| 15 | Esch-sur-Alzette — Gare ↔ Clemency — Schock                        | —                |
| 17 | Esch-sur-Alzette — Gare ↔ Foetz — Armschlag                        | —                |

#### Lignes scolaires
Les lignes scolaires TICE sont réservées aux élèves des établissement du secondaire concernées, elles sont regroupées ci-dessous de façon synthétisées en fonction des établissements dont elles assurent la desserte, les numéros étant différents selon le sens (aller ou retour).
Liste en vigueur au 7 mars 2025.
| Établissements                                            | Lignes (aller)                                              | Lignes (retour)                 |
| --------------------------------------------------------- | ----------------------------------------------------------- | ------------------------------- |
| Lycée Guillaume Kroll (lb)                                | 601, 610 à 613, 640, 660, 670, 800, 803, 810, 817, 820, 900 | 770 à 774, 870, 871, 971, 972   |
| Lycée technique de Lallange (lb)                          | 601, 611, 650, 661, 670, 813, 904                           | 740, 750, 751, 840, 841, 940    |
| Lycée technique école privée Marie-Consolatrice (lb)      | 601, 611, 661, 803, 817                                     | 750, 751, 841, 850              |
| Lycée technique Mathias-Adam (lb)                         | 620 à 622, 630, 651, 653                                    | 781 à 785, 795                  |
| Lycée Hubert-Clément (lb)                                 | 650, 803, 817, 902                                          | 760 à 762, 766 à 768, 860 à 864 |
| Lycée Bel-Val (lb)                                        | 671, 814                                                    | 745, 875                        |
| Lycée Nic-Biever (lb)                                     | 802, 804, 811, 821, 822, 830, 835                           | 745, 875, 880 à 884, 891        |
| École internationale Differdange et Esch-sur-Alzette (lb) | 901                                                         | 973                             |
| Liaison avec la gare d'Esch-sur-Alzette                   | 600, 643, 662, 730, 801                                     | -                               |

### Trafic
Le trafic annuel (en nombre de voyageurs) a décliné dans les années 1980 et 1990 :
- 1938 : 3,429 millions ;
- 1950 : 4,090 millions ;
- 1960 : 5,517 millions ;
- 1970 : 6,607 millions ;
- 1980 : 7,371 millions ;
- 1981 : 7,348 millions ;
- 1982 : 7,457 millions ;
- 1983 : 7,081 millions ;
- 1984 : 7,150 millions ;
- 1985 : 6,685 millions ;
- 1986 : 6,234 millions ;
- 1987 : 5,530 millions ;
- 1988 : 5,929 millions ;
- 1989 : 5,070 millions ;
- 1990 : 4,800 millions ;
- 1991 : 4,200 millions ;
- 1992 : 4,100 millions ;
- 1993 : 4 millions ;
- 1994 : 4 millions ;

### Arrêts

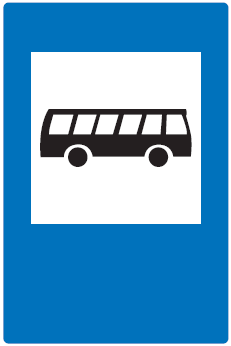
Panneau indiquant un arrêt de bus.

Les arrêts de bus du TICE sont signalés par, au minimum, un poteau d'arrêt surmonté par le panneau réglementaire du code de la route annonçant un arrêt de bus, le nom de l'arrêt et les fiches horaires. Il peut être complété par une aubette, dont le modèle varie d'une commune à l'autre, ces dernières en assurant la gestion, tout comme pour les poteaux d'arrêts.

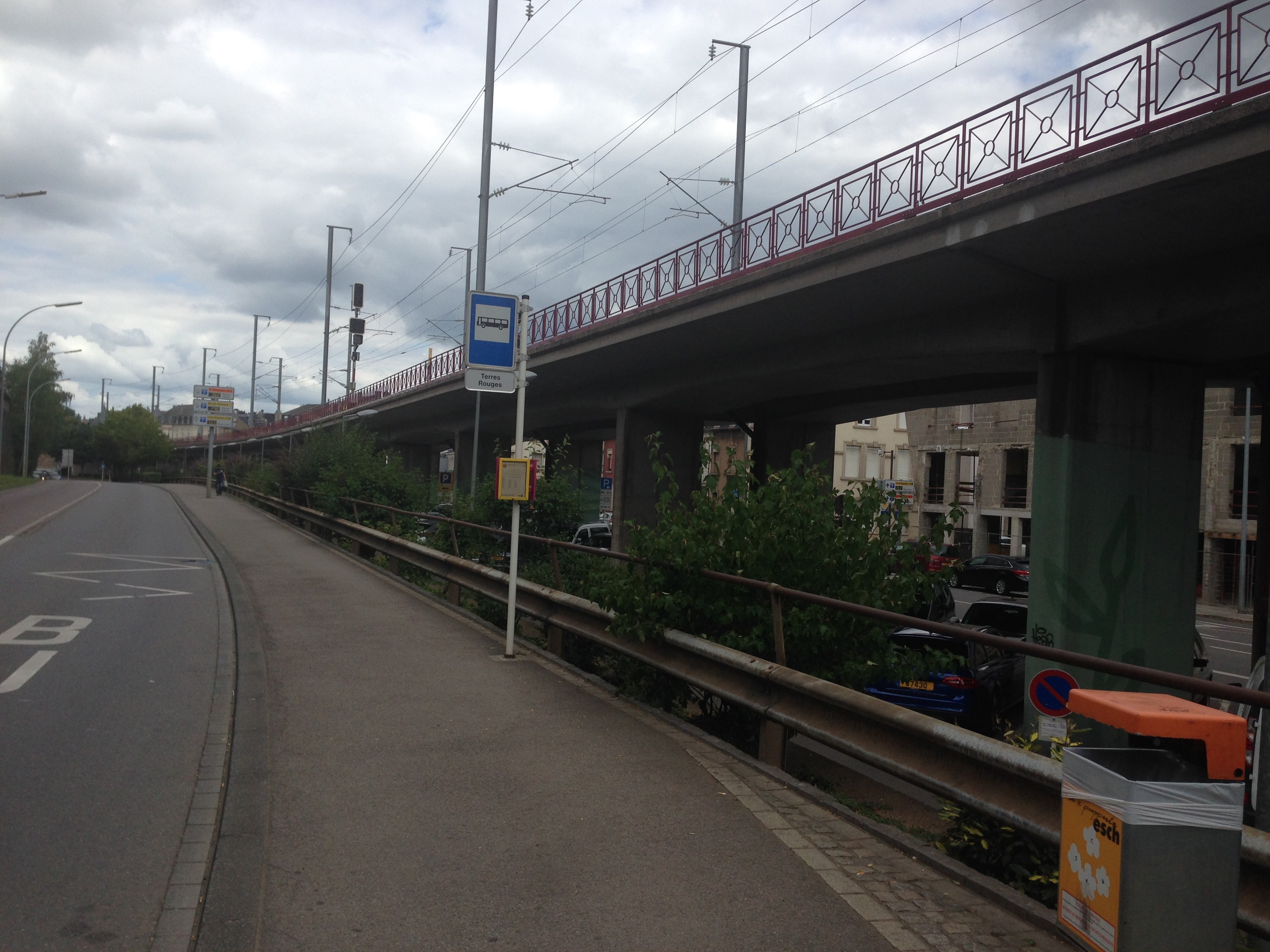
Un poteau d'arrêt à Esch-sur-Alzette.
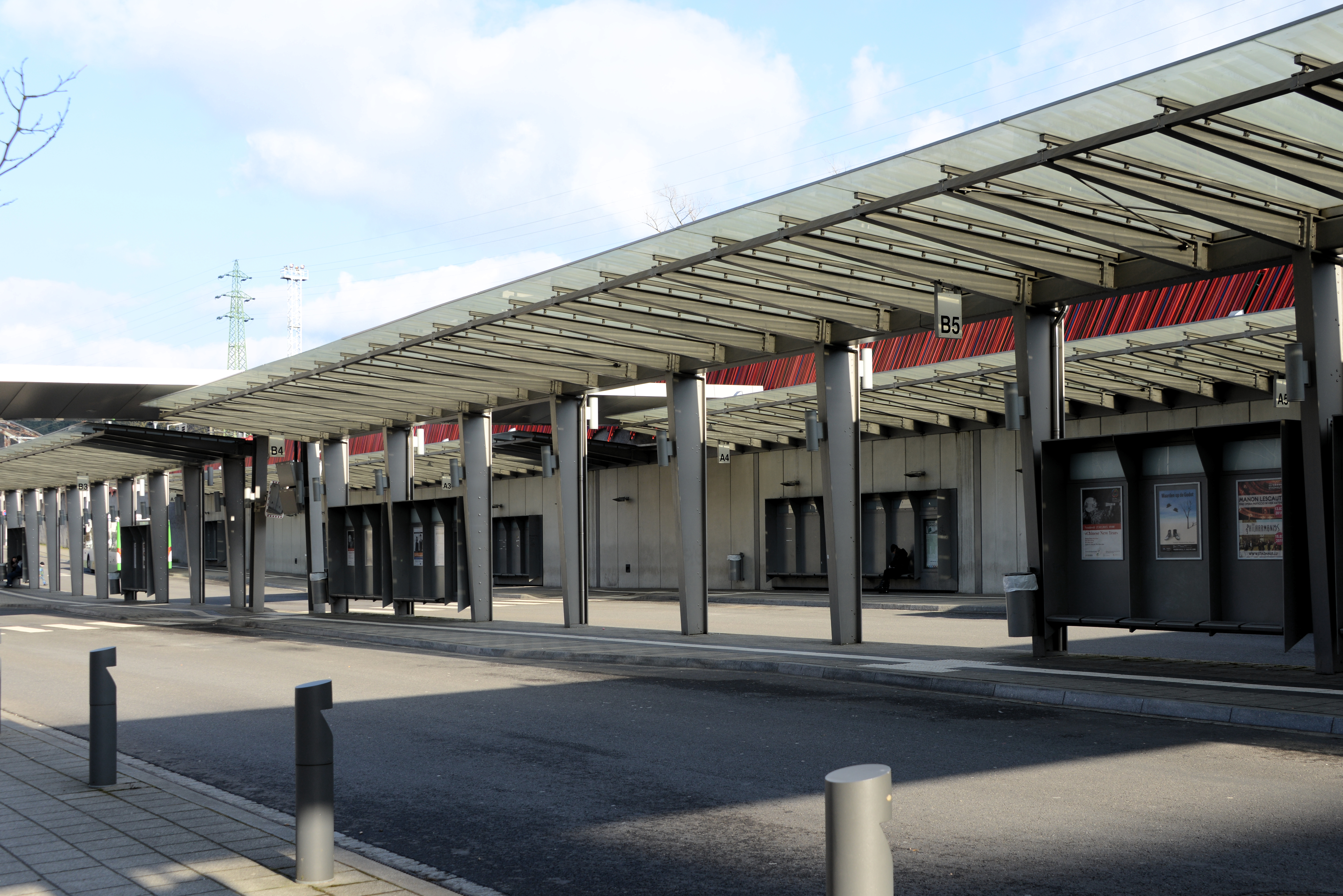
La gare routière d'Esch-sur-Alzette.

## Exploitation

### Infrastructures

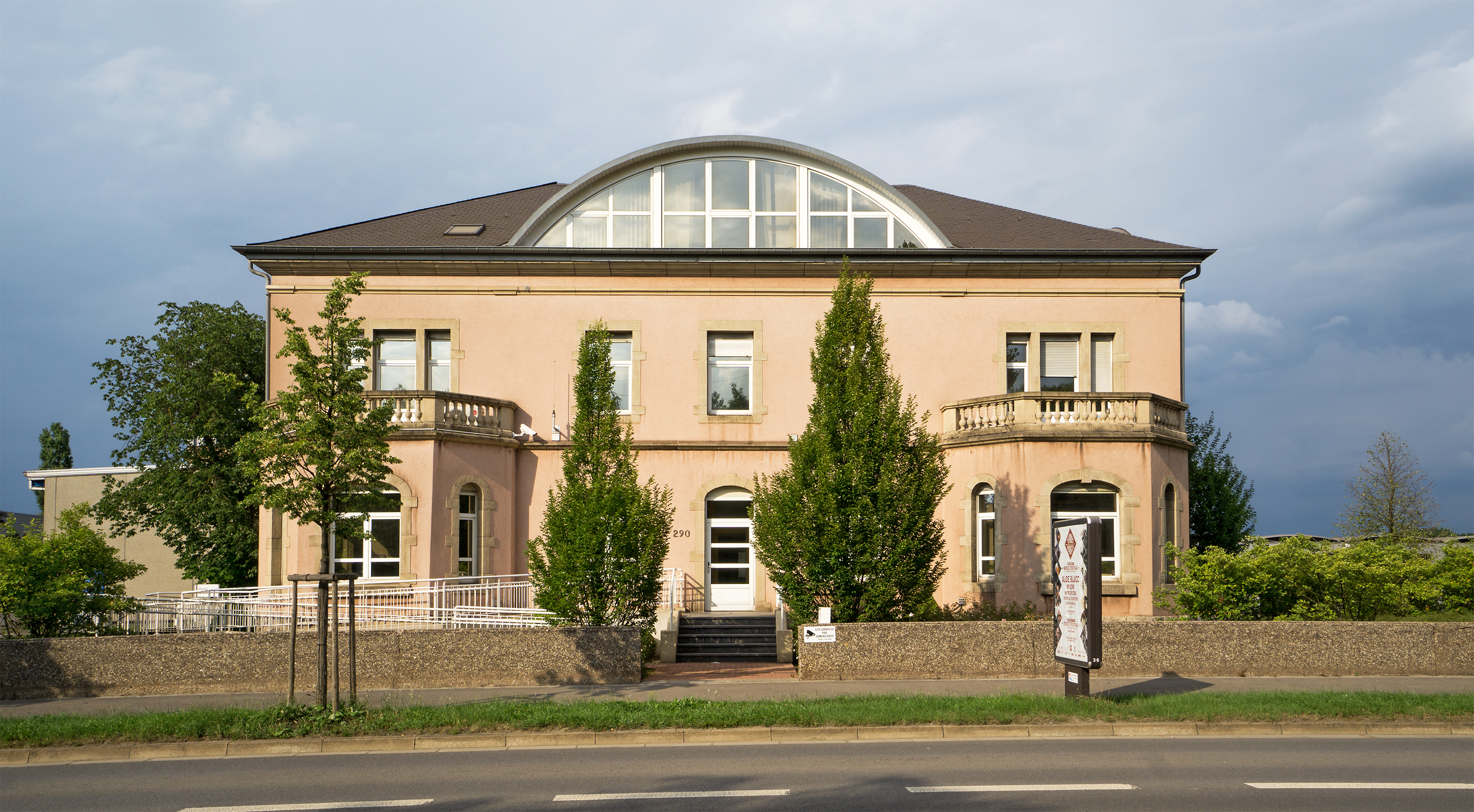
Le bâtiment administratif.

Le dépôt du TICE est situé à Esch-sur-Alzette. Il a été reconstruit en 2006 à la place du dépôt historique du Minettstram.
Il est composé de quatre structures :
- un bâtiment administratif, issu de l'ancien dépôt ;
- un atelier, issu lui aussi de l'ancien dépôt ;
- un remisage couvert et fermé ;
- une station service équipée à la fois pour les bus au gasoil et au biogaz.

### Personnel
Le TICE compte 514 salariés, qui sont pour la plupart des conducteurs, et sont tous au statut de fonctionnaire.

## Matériel roulant
La couleur des véhicules a changé au fil des ans : ils ont d'abord et été bleu et crème, puis jaune et enfin blanc et vert.

### Matériel actuel

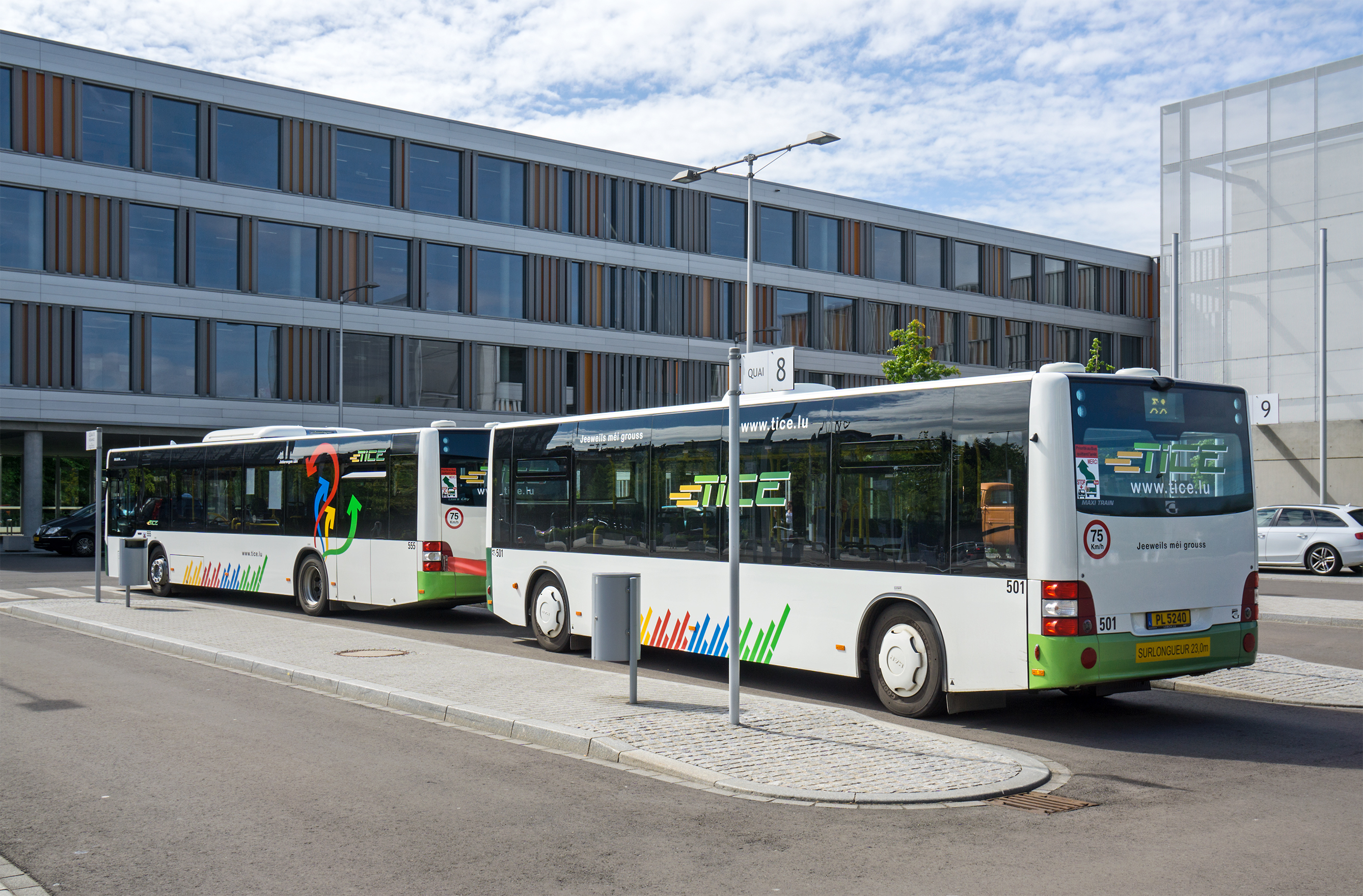
Un MAN Lion's City et sa remorque Göppel.

#### Autobus articulés
| Numéros | Nombre | Mise en service  | Marque & modèle                      | Remarques               |
| ------- | ------ | ---------------- | ------------------------------------ | ----------------------- |
| 123     | 1      | 2012             | MAN Lion's City G                    |                         |
| 120-122 | 3      | 2008 et 2011     | Mercedes-Benz Citaro G Facelift      |                         |
| 124-135 | 12     | 2016-2017        | MAN Lion's City GL                   |                         |
| 136-144 | 9      | 2019             | Mercedes-Benz Citaro G C2            |                         |
| 145-153 | 9      | 2020             | MAN Lion's City 18                   |                         |
| 154-158 | 5      | 2022             | Mercedes-Benz Citaro G C2 Hybrid     |                         |
| 401-415 | 15     | 2021, 2023, 2024 | MAN Lion's City 18 G EfficientHybrid | Fonctionnent au biogaz. |

#### Autobus standard
| Numéros | Nombre | Mise en service                   | Marque & modèle                      | Remarques                                |
| ------- | ------ | --------------------------------- | ------------------------------------ | ---------------------------------------- |
| 42-51   | 10     | 2014 et 2016                      | Mercedes-Benz Citaro C2              |                                          |
| 312-364 | 53     | 2011, 2013, 2015, 2017, 2019-2020 | MAN Lion's City                      | Fonctionnent au biogaz.                  |
| 365-376 | 12     | 2021, 2023                        | MAN Lion's City 12 G EfficientHybrid | Fonctionnent au biogaz.                  |
| 501-505 | 5      | 2014                              | Göppel go4city                       | Remorques attelées aux bus nos 551 à 556 |
| 551-556 | 6      | 2014                              | MAN Lion's City                      |                                          |

#### Midibus
| Numéros | Nombre | Mise en service | Marque & modèle           | Remarques |
| ------- | ------ | --------------- | ------------------------- | --------- |
| 209-212 | 4      | 2011 et 2013    | Van Hool newA308          |           |
| 213-221 | 9      | 2015-2017       | Mercedes-Benz Citaro K C2 |           |

### Ancien matériel

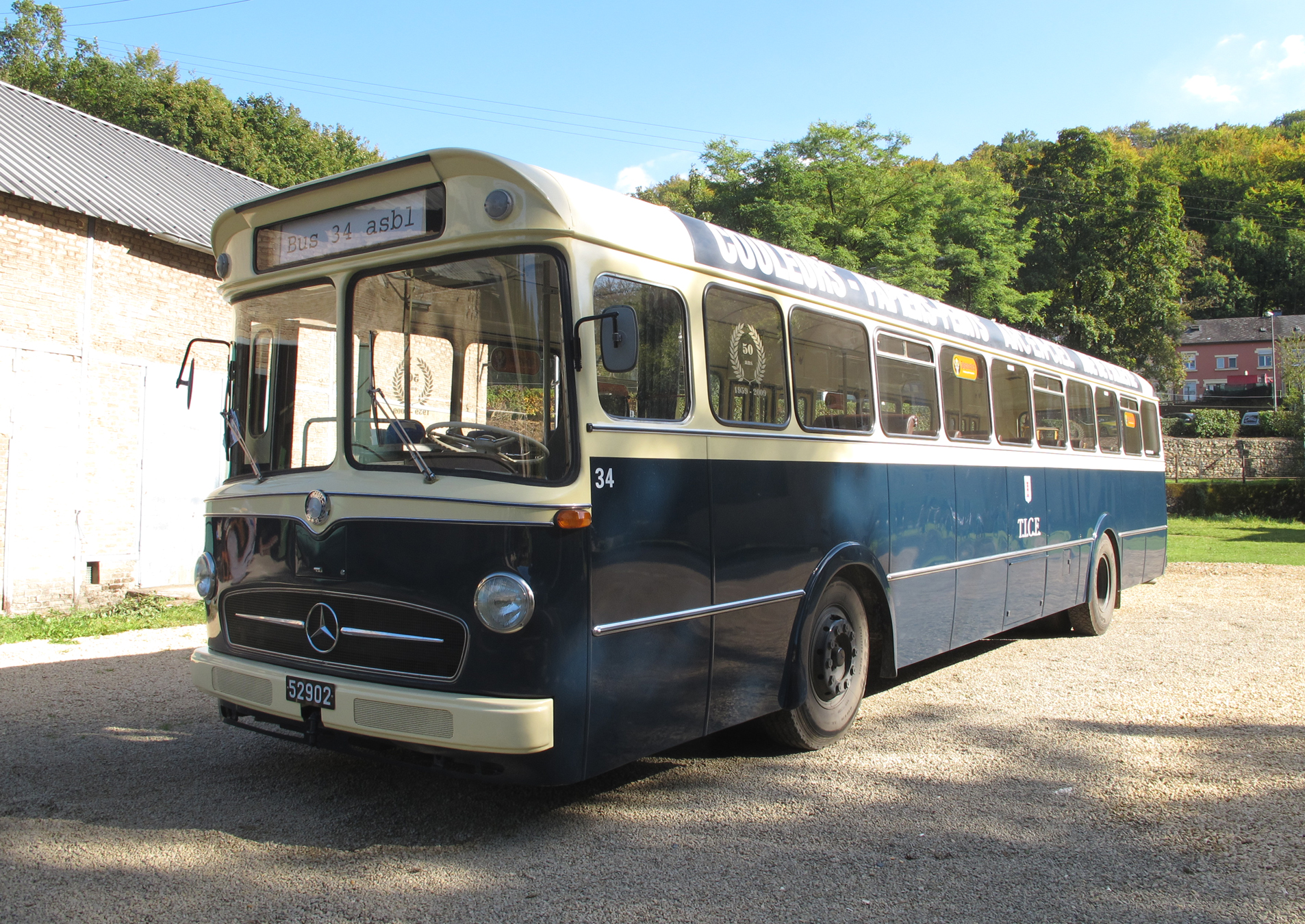
Le bus no 34, préservé par Bus 34.

Articulés
| Numéros          | Nombre | Mise en service       | Marque & modèle        | Retrait         | Remarques |
| ---------------- | ------ | --------------------- | ---------------------- | --------------- | --------- |
| 100-110, 113     | 12     | 1999, 2000, 2002-2004 | Mercedes-Benz Citaro G | 2016-2017, 2020 |           |
| 111-112, 114-119 | 8      | 2003, 2005, 2007      | MAN NG 313             | 2020, 2022-2023 |           |

Standards
| Numéros        | Nombre | Mise en service       | Marque & modèle          | Retrait                    | Remarques           |
| -------------- | ------ | --------------------- | ------------------------ | -------------------------- | ------------------- |
| 1-2            | 2      | 1928                  | Berliet Alcadre          | 1940                       |                     |
| 1-3            | 3      | 1948                  | Chausson APH48           | 1960-1961, 1965            |                     |
| 4-10           | 7      | 1949-1951             | MAN-Comes                | 1964-1965, 1968            |                     |
| 11-15          | 5      | 1951, 1953            | Henschel-Comes           | 1965, 1967-1968            |                     |
| 16-20          | 5      | 1953-1954             | Büssing-Conrardy U9      | 1968-1969, 1972            |                     |
| 21-32          | 12     | 1954-1957             | Büssing-Comes U10        | 1972-1974                  |                     |
| 28 + 33        | 2      | 1959                  | Büssing-Jonckheere U10   | 1977                       |                     |
| 3 + 34-61      | 29     | 1959-1972             | Mercedes-Jonckheere O317 | 1977-1986                  |                     |
| 62-74          | 13     | 1973-1975             | MAN SÜ 230               | 1988-1989                  |                     |
| 75-99 + 1-4    | 29     | 1975-1980             | MAN SÜ 240               | 1990-1996                  |                     |
| 5-8            | 4      | 1981                  | Mercedes-Benz O 307      | 1998                       |                     |
| 9-20           | 12     | 1984-1986             | MAN SÜ 240               | 1999-2001                  |                     |
| 21-36          | 16     | 1988-1991             | Mercedes-Benz O 405      | 2003-?                     |                     |
| 37-41          | 5      | 1992                  | Van Hool A600            | 2013                       |                     |
| 42-47          | 6      | 1993                  | Mercedes-Benz O405       | 2013                       |                     |
| 48-52          | 5      | 1995                  | Van Hool A600            | 2013                       |                     |
| 53-64          | 12     | 1995-1996             | Mercedes-Benz O405       | 2013                       |                     |
| 65-69          | 5      | 1998                  | MAN NL 223               | 2013                       | Fonctionnent au GNV |
| 70-74          | 5      | 1998                  | MAN NÜ 233               | 2013                       |                     |
| 75-76          | 2      | 1999                  | MAN NL 263               | 2016                       |                     |
| 77-79          | 3      | 2000                  | Mercedes-Benz Citaro     | 2015-2016                  |                     |
| 80-89          | 10     | 2002, 2003            | MAN A21                  | 2015-2016                  | Fonctionnent au GNV |
| 11-32          | 22     | 2007-2009, 2011       | Irisbus Citelis 12       | 2016-2017, 2019-2020       |                     |
| 90-98, 301-315 | 24     | 2005-2006, 2008, 2011 | MAN Lion's City          | 2016-2017, 2019-2020, 2023 | Fonctionnent au GNV |
| 33-41          | 9      | 2012                  | Van Hool NewA330         | 2023                       |                     |

Midibus
| Numéros | Nombre | Mise en service | Marque & modèle    | Retrait   | Remarques |
| ------- | ------ | --------------- | ------------------ | --------- | --------- |
| 200-201 | 2      | 2002            | MAN NM 223         | 2015-2016 |           |
| 202-205 | 4      | 2003            | Mercedes-Benz Cito | 2015      |           |
| 206-208 | 3      | 2007            | Van Hool newA308   | 2017      |           |

Le Mercedes-Benz no 34 a été sauvegardé par l'ASBL Bus 34.

### Tarification et financement
Depuis le 29 février 2020, l'ensemble des réseaux de transport coordonnés par l'État, dont fait partie le TICE, est gratuit.
Avant cette date, la tarification des lignes était identique sur les cinq réseaux de transport en commun du pays depuis le 1er janvier 1991 : CFL, Luxtram, RGTR, AVL et TICE.
Le financement du fonctionnement des lignes (entretien, matériel et charges de personnel) est assuré par le syndicat intercommunal ou par Esch-sur-Alzette et Dudelange dans le cadre des lignes City-Bus. Le manque à gagner induit initialement par le faible coût des titres de transport puis par la gratuité instaurée en mars 2020 est compensé par l'autorité organisatrice, l'État luxembourgeois. Il définit les conditions générales d'exploitation ainsi que la durée et la fréquence des services sur proposition de l'administration des transports publics du ministère de la Mobilité et des Travaux publics.